# Бриско, Франклин Дуллин
Франклин Дуллин Бриско (англ. Franklin Dullin Briscoe, 1844, Балтимор, штат Мэриленд — 1903, Филадельфия США) — американский художник-маринист, ориенталист.

## Биография
Франклин Д. Бриско родился в Балтиморе, штат Мэриленд, в 1844 году. В 1860 году переехал в Филадельфию и поступил в Пенсильванскую академию изящных искусств. Был учеником Эдварда Морана, оказавшим большое влияние на творчество Бриско.
Ф. Бриско провел большую часть своей жизни в Филадельфии.

## Творчество
Основной темой полотен художника было море и всё связанное с ним.
Кроме того, писал пейзажи и портреты. Автор исторической батальной серии из десяти картин битвы при Геттисберге.
В результате посещения Ближнего Востока, Северной Африки и Италии создал ряд восточных пейзажей.
Картины художника выставлялись на престижной ежегодной выставке в Пенсильванской Академии изящных искусств в 1863 году и 1885 году. Был членом филадельфийского клуба искусств, фонда художественного общества и Лиги Союза.
Полотна Д. Бриско представлены в постоянных коллекциях Исторического общества штата Пенсильвания и Reading Art Museum.
Умер в Филадельфии в 1903 году.

Некоторые работы
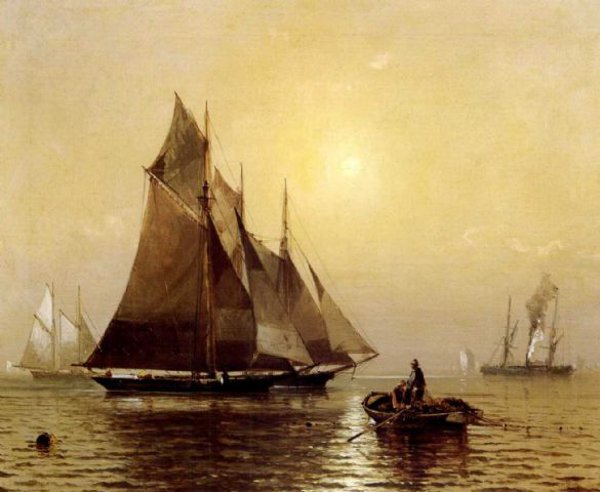
Сцена в гавани
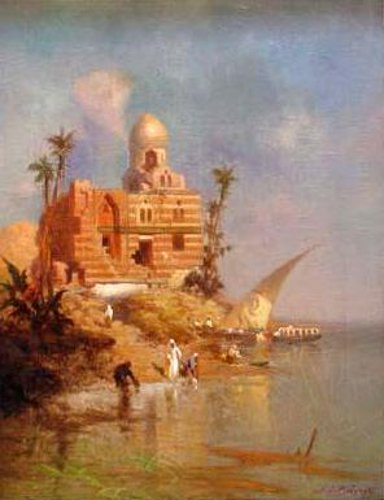
Мечеть с фигурами у кромки моря
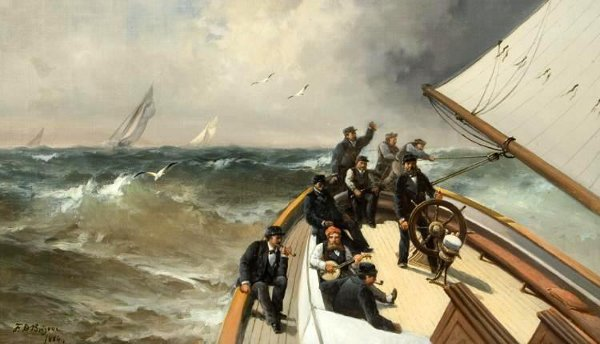
Бриз